# Séfer Ietzirá

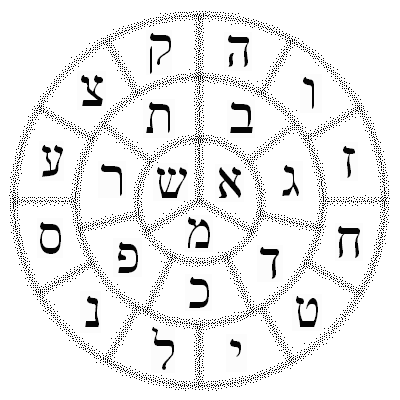
Rueda de la Creación tal como aparece en el Séfer Ietzirá, involucrando la secuencia 3-7-12 en caracteres del alfabeto hebreo.

El cabalístico Árbol de la vida, con los nombres de las diez sefirot y sus veintidós vínculos en hebreo.

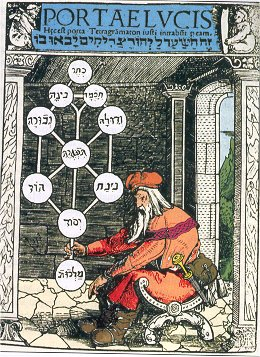
Grabado europeo con el Árbol de la vida y las diez sefirot (Yosef Chicatella: Portae Lucis, obra inicialmente escrita en Segovia en 1293; grabado italiano,).

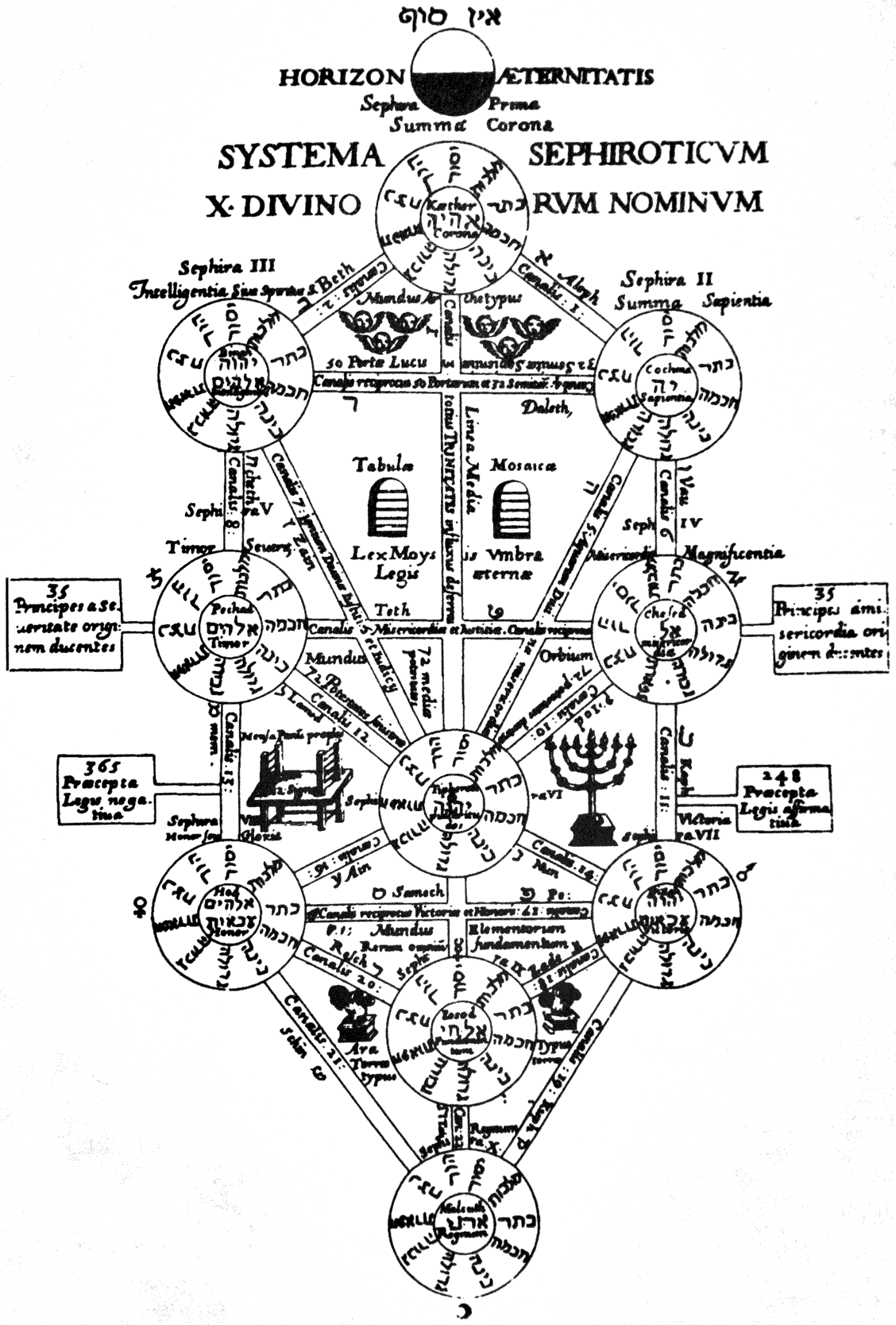
Árbol de la Vida, de Athanasius Kircher (1602-1680).

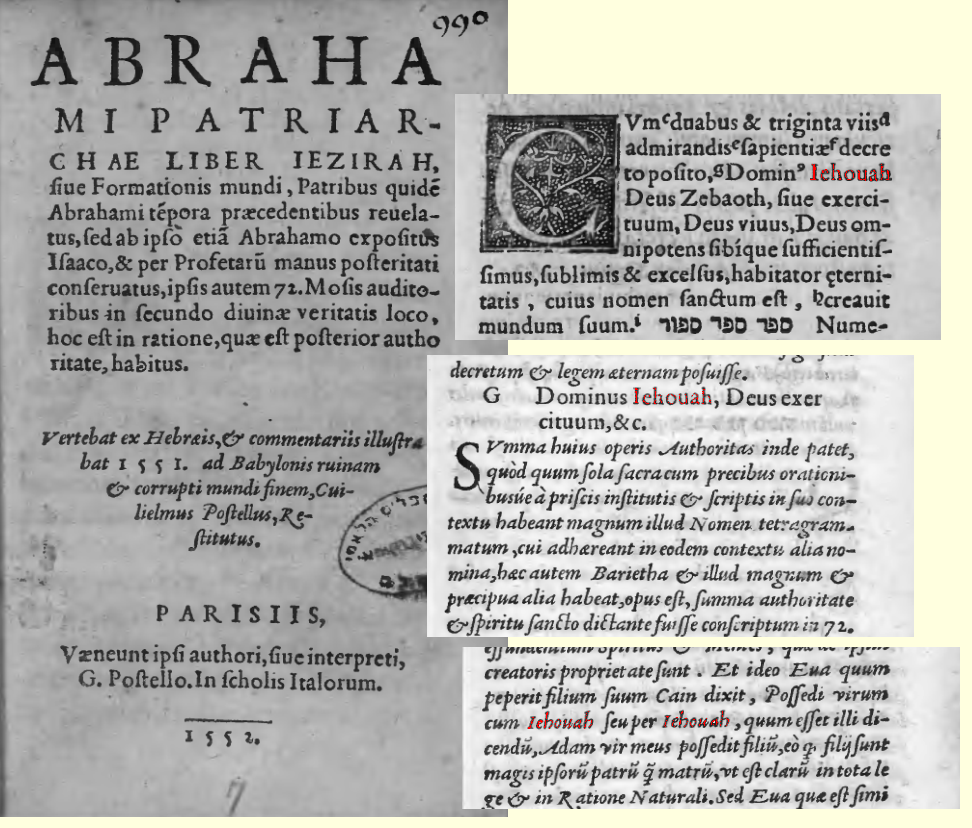
El nombre del Creador expresado a través de la forma "Iehouah". Traducción latina del Séfer Ietzirá, París, 1552.

El Sefer Yetzirah o también por su hispanización Séfer Letzirá (en hebreo antiguo: Libro de la formación o Libro de la creación, ספר יצירה;  donde el término “Yetzirah” puede traducirse también como “formación”) es el título del primer libro que concierne a la Cábala y trata el tema del esoterismo judío. También llamado Libro de Abraham (a quien se le atribuyen sus enseñanzas transmitidas de modo oral), el Séfer Ietzirá es, junto con el Zohar, la principal fuente del esoterismo judío y la Cábala. Podemos encontrar una introducción a la Cábala para iniciados en el estudio de las letras hebreas y su significado. La versión resumida también incluye los Nombres Divinos del árbol de las sefirot (conjunto de esferas que explican los atributos de Dios, así como los 32 senderos de sabiduría y las 22 letras del alfabeto hebreo), correspondientes a cada sefirá.

## Origen
Una historia secreta del Talmud babilónico dice que «En la víspera de cada Shabat, los alumnos de Yehudah Hanasí, Rab Hanina y Rab Hoshaiah, que se dedicaron especialmente a la cosmogonía (estudio del origen del universo), solían "crear" un cordero de leche según los principios del Séfer Ietzirá para comérselo en el día de Shabat».
Una enseñanza declara que el patriarca bíblico Abraham fue el destinatario de la revelación divina de la tradición esotérica (el camino hacia el interior), de modo que los rabinos de la época clásica y filósofos como Saadia Gaon, Shabbethai Donnolo, y Yehudah Halevi nunca dudaron que el patriarca Abraham Avinu fue el autor del libro. El Rabino Akiva ben Iosef, fue el autor de la obra en su formato actual, aunque posteriormente se hicieron otras versiones, de las cuales la más característica es la escrita por Aryeh Kaplan.
Según los historiadores modernos, el origen del texto es desconocido, y objeto de acalorados debates. Algunos investigadores enfatizan su contexto entre los diversos textos medievales cabalísticos que surgen tras el siglo X, mientras que otros estudiosos hacen hincapié en las tradiciones anteriores. Algunas de las ideas centrales del libro parecen tener un origen babilónico. Hay quien dice que la idea de la potencia creativa de los diferentes sonidos es egipcia, y el reparto de las cartas en las tres clases de vocales, mudos y sonantes es helénica, sin embargo, esta clasificación contrasta cuando se aplica a las letras hebreas. Reitzenstein considera que el origen histórico del Sefer Yetzirá es del siglo II a. C. De acuerdo con Christopher P. Benton, las formas gramaticales hebreas tienen su origen más aproximado en el periodo de la Misnah alrededor del siglo II d. C. Tradiciones judías también atribuyen su origen a Adán y que se transmitió a Noé hasta llegar a Abraham.
En un manuscrito disponible en el Museo Británico, el Sefer Yetzirá se llama Yetzirah Hilkot, siendo declarado tradición esotérica, está disponible tan solo a piadosos con el propósito de utilizarlo con fines cabalísticos.

## Manuscritos
El Sefer Yetzirah tiene múltiples versiones, estas son:
1). La versión corta: Consta de 1300 palabras aproximadamente.
2). La versión larga: Consta de aproximadamente del doble de palabras que la versión corta. En el siglo XIII d. C. Abraham Abulafia destacó la existencia de ambas.
3). La versión Saadia: En el siglo X, Saadia Gaon reorganizó la versión larga en su comentario del Sefer Yetzirah.
4). La versión Gra: En el siglo XVI, el Ari (Isaac Luria) redactó el texto para armonizarlo con el Zohar. En el siglo XVIII, el Gra (Eliyahu, el Gaon de Vilna) hizo esta elaborada compilación.
La primera compilación conocida la realizó Rabí Akiva en el siglo II, sin embargo la de Aryeh Kaplan es la más completa y difundida actualmente, aunque hay otras muchas versiones de carácter anónimo, aparte de las mencionadas.

## Influencia
El Sefer Yetzirah está orientado al tema cabalístico que concierne a la creación del mundo por Dios; su lectura requiere un elevado conocimiento para su comprensión, debido a su estilo ocultista. La atribución de su autoría recae en el patriarca bíblico Abraham. Se puede decir incluso que la influencia que ha generado este libro en la mentalidad hebrea es mayor que la de ningún otro hasta la compilación del Talmud. 

## Estructura
El Sefer Yetzirah describe cómo fue creado el mundo por el Dios de Israel (ofrece una lista con los nombres del Dios hebreo en su primera página) a través de los 32 senderos de la sabiduría. Explica cómo se creó el mundo a través de Su palabra, para lo que hace una síntesis del significado de las letras del alfabeto desvelando muchos misterios cabalísticos. 
Los 32 senderos de sabiduría corresponden a los 10 números que, en el lenguaje cabalístico, se traducen en 10 esferas o “sefirot”, y las 22 letras del alfabeto hebreo divididas en tres grupos: madres, dobles y simples:
- Diez números (descritos a través de las 10 sefirot).
- Las 22 letras del alfabeto hebreo:
  - Tres letras “madres” (אמש).
  - Siete letras “dobles” (בגדכפרת).
  - Doce letras “simples” (הוזחטילנסעצק).

Las siete letras “dobles” se asocian con los siete días de la semana y las doce “simples”, con los doce meses del año, así como las doce tribus de Israel.
A través de las 22 letras y las 10 sefirot pueden realizarse permutaciones. También se ofrece otra definición de las letras según su significado en el plano astrológico, con la representación de los tres elementos; fuego, aire y agua, y los siete planetas, y las doce tribus según las constelaciones. Al final del libro se indica que todos estos secretos le fueron revelados a Abraham como un pacto que Dios hizo con él.

## Sistema fonético
Lo que los judíos gramaticales indican que para una articulación adecuada, las letras se dividen en cinco grupos de sonidos, en contraste con esta opinión, el Sefer Yetzirah informa que ningún sonido puede producirse sin la ayuda de la lengua, donde el resto de los órganos del habla son meros ayudantes. Los cinco grupos anteriores son:
- Con la punta de la lengua y la garganta.
- Entre los labios y la punta de la lengua.
- Con el centro de la lengua.
- Con la punta de la lengua.
- Con la lengua, aplanada y estirada, y con los dientes.

Las letras se distinguen por la intensidad del sonido necesario para producirlas, así las dividimos en:
- Silenciosas: Que no son acompañadas de sonidos, como מ.
- Silbantes: Como la ש, que es también llamada “shin silbante”.
- Aspirantes: Como la א, que es la intermedia entre las silenciosas y las silbantes, es denominada como “alef ligera”, puesto que mantiene el equilibrio.

Excepto estas tres letras llamadas “madres”, también podemos hacer distinciones entre las siete “dobles” y las doce “simples”, que dan lugar al alfabeto entero.

## Enseñanzas
El macrocosmos (el universo) y el microcosmos (el hombre) son vistos por este sistema como el producto de la combinación y permutación de estas letras místicas.
Las tres letras “madres” no solo representan las originales con las que se formó el resto del alfabeto, sino que también simbolizan los tres elementos primordiales, la substancia que mantiene toda la existencia, el soplo de vida (aire o viento) א, el agua מ y el fuego  ש.
De acuerdo al Sefer Yetzirah, la primera emanación del espíritu de Dios fue el Ruaj (“Espíritu”, “aire”, el “aliento de vida”), el cual produjo fuego. Este fuego en su turno formó el génesis del agua. Estas tres sustancias son la equivalencia a las tres “madres”, y son los elementos con los cuales se ha formado el cosmos.
El cosmos a su vez se puede dividir en tres partes: el mundo, el año y el hombre, y se combinan de forma que los elementos primordiales puedan contenerse en ellos. El Sefer Yetzirah lleva a cabo estas combinaciones de la siguiente manera:
1) Mundo: El agua formó la tierra; el cielo fue producido por el fuego; y el producto del cielo y la tierra fue el aire, que mantiene el equilibrio.
2) Año: Encontramos el invierno y el verano, y las estaciones intermedias que marcan el equilibrio.
3) Hombre: La cabeza corresponde al fuego, el estómago y el resto de extremidades equivalen al agua, y el pecho (aire) marca el equilibrio.
Las siete letras “dobles” corresponden en el mundo a los siete planetas, en el año a los siete días y en el hombre a las cavidades faciales (dos ojos, dos orejas, dos orificios nasales y una boca). Las siete “dobles” varían su influencia, de la misma manera que los siete planetas están en continuo movimiento, a veces más cerca y otras más lejos de la tierra. Los siete días de la semana, de la misma manera, fueron creados por las siete “dobles” cambiando en el tiempo de acuerdo a su relación con los planetas. Las siete aperturas del hombre lo conectan con el mundo exterior. Que los órganos están asociados a los planetas quiere decir, por ejemplo, que el ojo derecho está bajo la influencia de Saturno, el izquierdo bajo Júpiter, y así sucesivamente.
Las doce letras “simples” crearon los doce signos del zodiaco en el mundo, los doce meses en el año y los doce conductos en el hombre, macho y hembra. Estos son los órganos que realizan una función en el cuerpo, independientemente de lo que suceda en el mundo exterior, y son; dos manos, dos pies, dos riñones, bilis, intestino, hígado, garganta, estómago y bazo, y funcionan de acuerdo a los doce signos del Zodiaco.
En esta relación en la construcción del cosmos, los elementos primordiales no están químicamente conectados pero se modifican mutuamente de forma física. El poder emana de los siete y los doce cuerpos divinos, o, en otras palabras, de los planetas y de los signos del zodiaco. Las reglas del “dragón” sobre el mundo, las esferas sobre el tiempo y el corazón sobre el cuerpo humano. El autor resume esta explicación en una frase: “El dragón es como un rey en su trono, la esfera como el rey que viaja por su país, y el corazón como el rey de la guerra”.

## Creación
Para armonizar la declaración bíblica de la creación ex nihilo con la doctrina de los elementos primordiales, el Sefer Yetzirah asume una doble creación: una ideal y otra real.
Su nombre se deriva posiblemente del hecho de que los números expresan solo las relaciones de dos objetos entre sí, por lo que las diez sefirot son solo abstracciones y no realidades. Nuevamente, como los números del dos al diez se derivan del número uno, entonces las diez sefirot se derivan de una para la cual "su fin está fijo en su comienzo, ya que la llama está ligada al carbón". Por lo tanto, las sefirot no deben concebirse como emanaciones en el sentido ordinario de la palabra, sino como modificaciones de la voluntad de Dios, que primero cambia al aire, luego se convierte en agua y finalmente en fuego, el último ser no más alejado de Dios que el primero. El Sefer Yetzirah muestra cómo las sefirot son una creación de Dios y la voluntad de Dios en sus variadas manifestaciones.
Además de estas diez sefirot abstractas, que se conciben solo idealmente, las veintidós letras del alfabeto producen el mundo material, porque son reales y son los poderes formativos de toda existencia y desarrollo. Por medio de estos elementos tuvo lugar la creación real del mundo, y las diez sefirot, que antes solo tenían una existencia ideal, se convirtieron en realidades. Esta es, entonces, una forma modificada de la doctrina talmúdica de que Dios creó el cielo y la tierra por medio de letras (Berajot 58a). La explicación sobre este punto es oscura ya que la relación de las veintidós letras con las diez sefirot no está claramente definida.
La primera frase del libro dice: «Treinta y dos caminos, maravillas de sabiduría, Dios ha grabado…» Estos caminos se explican entonces como las diez sefirot y las veintidós letras. Mientras que las sefirot se designan expresamente como “resúmenes”, se dice de las letras: «Veintidós letras: Dios las dibujó, las cortó, las combinó, las pesó, las intercambió, y por medio de ellas produjo toda la creación y todo lo que está destinado a existir».
Las letras no son sustancias independientes ni tampoco formas simples. Parecen ser el vínculo de conexión entre la esencia y la forma. Son designados como los instrumentos mediante los cuales el mundo real, que consiste en esencia y forma, fue producido a partir de las sefirot, que son meramente esencias sin forma.

## Resumen
Según la antigua tradición astronómica judía, también mencionada por Eleazar de Worms, el movimiento del sol, la luna y las estrellas tiene lugar de acuerdo con los "caminos orbitales" conducidos por una fuerza dirigida por Dios y mediante la cual realizan evoluciones alrededor de la Tierra. La concepción de "constelaciones" simplemente indica que algunas estrellas aparecen juntas con frecuencia, al menos como se observa desde la Tierra. También los planetas, además de la Tierra, se mueven de acuerdo con el orden divino. Todos estos realizan funciones útiles para la Creación, por lo tanto para el hombre, glorifican y alaban al Creador del mundo. Todas las "órbitas" pueden, por lo tanto, intersecarse varias veces de una manera "aparentemente desordenada".

## Ediciones
- Editio princeps. Mantua. 1562. ספר יצירה - מיוחס לאברהם אבינו. Archivado el 7 de diciembre de 2015 en Wayback Machine.
- Ámsterdam. 1642.
- Zolkiev. 1745.
- Korzec. 1779.
- Constantinopla. 1791.
- Grodno. 1806. (cinco comentarios). ספר יצירה - ספר יצירה. תקס"ו. הורדנה.
- Varsovia. 1884. (nueve comentarios).
- Goldschmidt. Das Buch der Schöpfung. Kritisch Redigirter. Fráncfort del Meno. 1894.

## Traducciones

### Alemán
- Johann F. von Meyer. Das Buch Yezira. Leipzig. 1830.

### Francés
- Karppe. Etude sur les Origines du Zohar. Páginas: 139-158. París. 1901.

### Inglés
- I. Kalisch. A Sketch of the Talmud. Nueva York. 1877.
- Westcott. Sepher Yezirah. Londres. 1893.

### Latín
- Postell, Abraham Patriarchœ Liber Iezirah. París. 1552.
- Pistorius, Johann. Liber Iezirah. en Ars Cabalistica. Basilea. 1557.
- Rittangel en la edición de Ámsterdam de 1642.